# Sieden

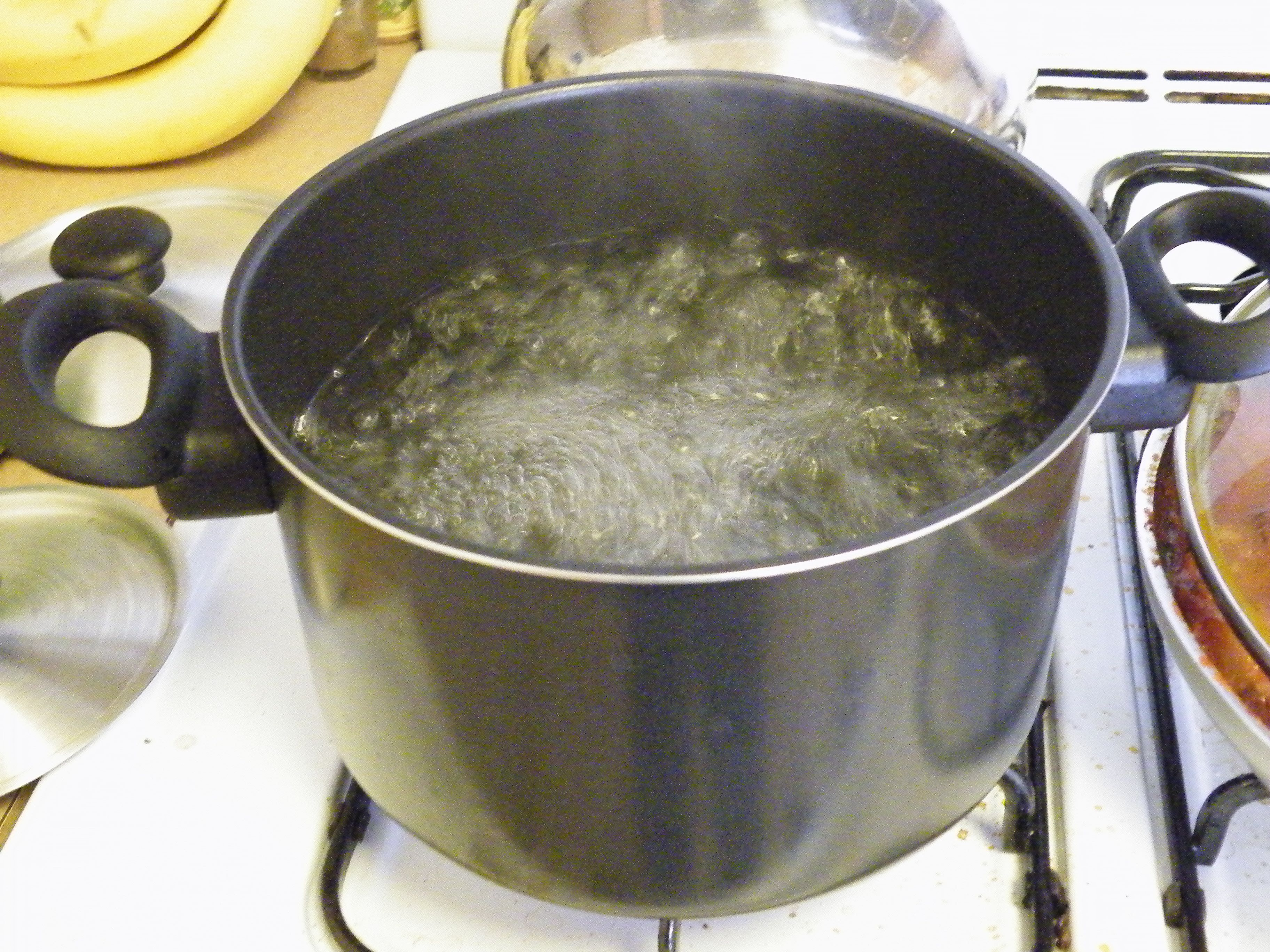
Siedendes Wasser in einem Kochtopf

Sieden, auch als Kochen und Wallen bezeichnet, ist der Übergang einer Flüssigkeit in den gasförmigen Aggregatzustand, wenn der Vorgang – typischerweise mit Blasenbildung – innerhalb dieser Flüssigkeit stattfindet. Der an der Oberfläche stattfindende Prozess wird Verdampfen genannt, er läuft im Vergleich zum Sieden weniger heftig ab. Während bei der Verdunstung der Phasenübergang von flüssig zu gasförmig bei Temperaturen unterhalb des Siedepunktes der Flüssigkeit geschieht, ist beim Sieden und Verdampfen der Dampfdruck der Flüssigkeit gleich dem Umgebungsdruck oder größer als dieser.
Sieden können sowohl Reinstoffe als auch Gemische, oder Lösungen.

## Siedevorgang

Temperaturänderung mit der Zeit, beim Erwärmen eines flüssigen Reinstoffes

Entspricht der Sättigungsdampfdruck einer Flüssigkeit dem atmosphärischen Druck oder übersteigt diesen, so ist der Siedepunkt erreicht und die Substanz siedet.
Sofern der Druck konstant bleibt, bleibt beim Sieden von Reinstoffen (z. B. Wasser) auch die Temperatur konstant, bis die Flüssigkeit vollständig verdampft ist. Sämtliche zugeführte Wärme wird in den Phasenübergang investiert. Das ist Grundlage der sehr effektiven Siedekühlung von thermisch hoch belasteten Gegenständen.
Bei Gemischen, zum Beispiel mit den Komponenten Wasser und Aceton, ist die Zusammensetzung der flüssigen und der Gasphase in der Regel unterschiedlich, die höhersiedende Komponente reichert sich in der flüssigen Phase an. Daher steigt der Siedepunkt mit fortschreitender Verdampfung. Der Siedevorgang wird am besten durch ein Siedediagramm beschrieben. In diesem Fall liegen die Komponenten in der flüssigen und der gasförmigen Phase in unterschiedlichen Konzentrationen vor. Diesen Umstand macht man sich bei thermischen Trennverfahren wie der Destillation zunutze.

### Beispiel Wasser

Vereinfachtes Phasendiagramm von Wasser

Unter Normalbedingungen, also bei einem Luftdruck von 1013 hPa und einer Temperatur von 20 °C, ist Wasser flüssig. Wird Wasser in einem oben offenen Gefäß von unten durch eine Wärmequelle erhitzt, baut sich ein Temperaturgradient auf. Am Boden ist es am heißesten, die Oberflächentemperatur entspricht noch der Lufttemperatur. Da warmes Wasser eine geringere Dichte als kaltes Wasser hat, steigt es auf, dafür sinkt kälteres Wasser nach unten (Konvektion). Bei langsamer Erwärmung kann das ganze Wasser verdampfen, ohne dass Blasen aufsteigen.
Ist die Temperatur des Bodens höher als die Temperatur des Siedepunkts beim herrschenden hydrostatischen Druck, so verdampft das Wasser. Zunächst bilden sich an kleinen Unebenheiten des Bodens (Keimbildung) Blasen aus, welche nach oben steigen und kühleres Wasser nach unten strömen lassen: das Wasser beginnt zu sieden. Die Blasen enthalten Wasserdampf oder andere Gase, die im kalten Wasser gelöst waren.
Solange Blasen aufsteigen und ein intensiver Wärmeübergang durch die Wand gewährleistet ist, spricht man vom Blasensieden. Bildet sich hingegen eine zusammenhängende Dampfschicht, bezeichnet man dies als Filmsieden.
Beim Übergang vom Blasensieden zum Filmsieden verschlechtert sich der Wärmeübergang zwischen Boden und Wasser sprunghaft. Beim Blasensieden wird das Wasser durch die aufsteigenden Blasen durchgerührt, dies fehlt beim Filmsieden. Dieser Effekt muss beim Kühlen von heißen Objekten (wie z. B. Brennelementen) mit Wasser beachtet werden.
Beim stillen Sieden ist noch nicht im gesamten Gefäß die Siedetemperatur erreicht. Die Blasen steigen auf und kondensieren wieder beim Kontakt mit dem darüber liegenden kälteren Wasser. Dabei tragen sie über die Verdampfungs- und Kondensationswärme zum Wärmetransport bei. Dieser Vorgang wird auch als thermische Kavitation bezeichnet. 

### Siedeverzug
Bei Wasser oder wässrigen Lösungen in sauberen Gefäßen kann die Flüssigkeit unter Umständen über die Siedetemperatur hinaus erwärmt werden, ohne dass es zum Sieden kommt. Dieser Zustand ist nicht stabil, weiteres Erwärmen oder Störungen, wie zum Beispiel Erschütterungen, können zu einer explosionsartigen Bildung einer besonders großen Gasblase führen. Durch Hinzufügen von Siedesteinchen mit einer porösen Struktur wird der Siedeverzug vermieden, da kleine Gasblasen das Sieden fördern.